# Kościół klepkowy w Hedared
Kościół klepkowy w Hedared (szw. Hedareds stavkyrka), znany też jako kaplica w Hedared – kościół ewangelicko-luterańskiego Kościoła Szwecji (Svenska kyrkan), należący do parafii Sandhult (Sandhults församling) w diecezji Skara (Skara stift). Miejscowość Hedared położona jest w gminie Borås (Borås kommun) niedaleko miasta Borås (region terytorialny Västra Götaland).
Kościół w Hedared jest jedynym zachowanym w Szwecji kościołem klepkowym.
Kościół w Hedared ma status zabytku sakralnego według rozdz. 4 Kulturminneslagen (pol. Prawo o pamiątkach kultury) ponieważ został wzniesiony do końca 1939 (3 §).

## Historia
Najstarszymi kościołami na terenie Szwecji były kościoły klepkowe, wznoszone z pionowo montowanych drewnianych belek. Jest znanych ok. stu takich konstrukcji, czy to dzięki zachowanym śladom w ziemi czy też dlatego, iż elementy pierwotnych kościołów wykorzystano w budowlach późniejszych. Drewniane elementy ścienne miały powierzchnie mniej lub bardziej wypukłe. Tworzące konstrukcje drewniane belki były od góry i od dołu umocnione ryglami i zastrzałami i razem ze słupami narożnymi tworzyły stałą ramę. Ponieważ w takiej konstrukcji trudno było zapewnić szczelność ścian, zarzucono z czasem pionowy montaż belek na rzecz montażu poziomego. Jedynym zachowanym w Szwecji kościołem tego typu jest kościół w Hedared. W Norwegii jest ich 28 a w Anglii 1. Kościoły klepkowe budowane były również w Danii i Islandii ale żaden z nich nie zachował się.
Choć drewno użyte do konstrukcji kościoła pochodzi z początku XVI w. to jego historia jest starsza. Wykorzystane powtórnie drewniane elementy wskazują, iż pierwszy kościół klepkowy istniał w tym miejscu już w XII w. a obecny jest jego kopią wzniesioną na początku XVI w.
W 1781 w ścianach kościoła przebito nowe otwory okienne.
W 1840 mieszkańcy Hedared i sąsiedniego Sandhult podjęli się zbudowania nowy kościoła w Sandhult; mieszkańcy Hedared postanowili przy tym zachować swoją dotychczasową świątynię.
W 1901 przeprowadzono pod nadzorem konserwatora zabytków Ekhoffa gruntowną restaurację kościoła w Hedared. Usunięto wówczas zewnętrzną osłonę z desek, która przez stulecia chroniła budowlę przed deszczem i słońcem. Usunięto jednocześnie tradycyjny element szwedzkich kościołów, tzw. vapenhus. Celem tych zabiegów było odsłonięcie pierwotnej konstrukcji świątyni. Planowano również usunięcie empor ale sprzeciwili się temu mieszkańcy i pomysł zarzucono. Położono również nowy dach z gontu sosnowego.
W latach 1995–1997 dokonano kolejnej restauracji kościoła. Dokonano wówczas wymiany dachu i zbudowano nowy vapenhus. Wymieniono zniszczone elementy konstrukcyjne i zabezpieczono całość przed wilgocią. 11 maja 1997, po zakończeniu restauracji, biskup Lars-Göran Lönnemark dokonał powtórnego poświęcenia kościoła.
Za wstęp do kościoła pobierane są opłaty, przeznaczane na bieżącą konserwację budowli.

## Architektura i wnętrze

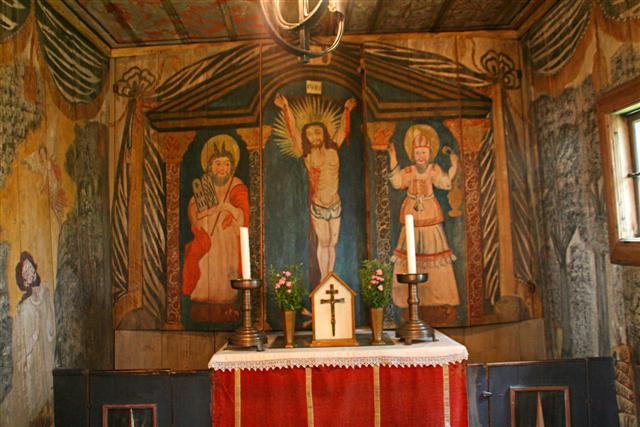
Ołtarz w prezbiterium

Wnętrze kościoła jest niewielkie i składa się z jednej nawy i małego prezbiterium (3 × 3 m).
Podczas przeprowadzonej w 1735 renowacji wnętrze kościoła pokryto malowidłami. Na bocznych ścianach prezbiterium umieszczono podobizny Chrystusa i Mojżesza. Panele z desek, na których znajdują się oba malowidła, zostały podczas renowacji z lat 30. XX w. umieszczone na pionowych zawiasach i mogą być otwierane do przodu w celu lepszej ekspozycji malowideł. Na suficie nawy widnieje motyw Chrystusa Zmartwychwstałego. Ściany kościoła ozdobione są girlandami i draperiami.
Skromna nastawa ołtarzowa została wykonana z drewna. Z powodu szczupłości miejsca obraz ołtarzowy jest namalowany na panelu z desek i umieszczony na ścianie zamykającej prezbiterium. Został on odkryty i zakonserwowany w latach 1934–1935 podczas renowacji wnętrza świątyni. Jego motywem ikonograficznym jest koronacja Maryi na Królową Niebios przez Boga Ojca i Chrystusa. Scenę otaczają postacie apostołów i bliżej nieznanego świętego. Ołtarz boczny po stronie północnej został wykonany z desek i ustawiony na ścianie dzielącej nawę od prezbiterium. Centralną jego część stanowi drewniana rzeźba Madonny z XV w. Po stronie południowej znajduje się ambona.